# تپه قصبه
تپه قصبه مربوط به دوران‌های تاریخی پس از اسلام است و در شهرستان اراک، روستای مرزیجران واقع شده و این اثر در تاریخ ۱۱ دی ۱۳۸۰ با شمارهٔ ثبت ۴۶۲۵ به‌عنوان یکی از آثار ملی ایران به ثبت رسیده است.